# The Roop
The Roop је литвански бенд који је основан 2014. године у Вилниусу. Представљалa je Литванију на Песми Евровизије 2021. у Ротердаму.

## Каријера
Бенд је основан 2014. године и чине га Ваидотас Валиукевичиус, Робертас Баранаускас и Мантас Банишаускас. 2018. године су учествовали на литванском националном избору за Песму Евровизије 2018. са песмом Yes I do. Били су 3. у финалу, а победила је Јева Засимаускаите. 2020. се поново пријављују на национални избор али са песмом Он Фире. Победили су са 50.139 гласова публике и тиме су постали представници Литваније на Песми Евровизије 2020.

## Дискографија
- Be Mine (2014)
- Not Too Late (2015)
- Hello (2016)
- Dream On (2017)
- Keista Draugystė (2017)
- Yes, I Do (2018)
- Silly Me (2019)
- Dance with Your Hands (2019)
- On Fire (2020)
- Discoteque (2021)